# Château de Gençay
Le château de Gençay, dit de Du Guesclin se situe dans la ville de Gençay, dans le département de la Vienne en région Nouvelle-Aquitaine.

## Historique
Le château de Gençay a connu au moins trois états, établis dans cette chronologie.

### Le premier château (fin duXesiècle)
L’existence de ce premier château fort à Gençay « castrum Gentiacum » est signalée dans les dernières années du Xe siècle (vers 993) par le chroniqueur contemporain Adémar de Chabannes qui mourut en 1034.
Aucun document n’indique la date de sa construction. Peut-être était-elle contemporaine de la tour de Metgon qui se trouvait à Château-Larcher ?
Il est probable que le besoin impérieux pour les populations de se protéger contre les invasions et les pillages en détermina la construction ou que sa position sur le passage de l’antique voie reliant le comté de Poitiers à ceux de Charroux et Périgueux, en justifiait l'édification pour le contrôle des marchandises et des hommes. Le site qui connut plusieurs constructions, fut un enjeu important dans les conflits qui secouèrent la région que ce soit des conflits entre nobles locaux des trois cités, ou plus tard entre les rois de France et d'Angleterre.
Au Xe siècle, la tour était un des importants domaines du comte de Poitiers. Il fut pris et démantelé en 993 par les deux frères Boson II, comte de Charroux, et Audebert Ier, comte de Périgueux.
Guillaume le Grand, comte de Poitiers, ayant réussi peu de temps après, avec l’aide du comte d’Angoulême, à occuper de nouveau le domaine de Gençay, le fortifia et y plaça une forte garnison. En 997, Boson II et Audebert Ier revinrent mettre le siège devant la citadelle. Ils étaient sur le point de s’en emparer pour la seconde fois lorsque Audebert fut tué et le siège fut abandonné.
Le château est incendié vers 1025. À partir du XIe siècle, les Rancon sont seigneurs de Gençay : ainsi, vers 1091, Aimeri IV de Rancon devient seigneur de Gençay et de Taillebourg.

### Le deuxième château, la tour de Montcabré (XIIesiècle)
Au XIIe siècle, Geoffroy II de Rancon, seigneur de Gençay, résidait dans son château de Taillebourg, laissant la tour de Moncabré à son capitaine Guitard de Gençay. La ville de Gençay est alors administrée par un sénéchal et le château et sa garnison par un capitaine.
En 1173 Geoffroy III se révolte avec les autres seigneurs du Poitou contre Henri II Plantagenêt, roi d'Angleterre, et les seigneurs d'Aquitaine alors alliés à l'Angleterre ; révolte renouvelée en 1188 et 1194, malgré la perte du château. En effet, en 1179, Richard Cœur de Lion, qui s’était emparé du château de Taillebourg, se fit livrer la tour de Moncabré et la fit démanteler. Elle ne fut jamais restaurée et tomba peu à peu en ruines. Cette révolte des seigneurs poitevins contre le roi d'Angleterre, sera aussi le point de départ de la première guerre de Cent Ans qui opposera les Capétiens et les Plantagenêts se disputant la succession de l'Aquitaine et de la Normandie, ainsi que la couronne d'Angleterre supposée vassale du royaume de France.

### Le troisième château, dit de Du Guesclin (XIIIesiècle)
Lorsqu'en 1241, Hugues X de Lusignan, comte de la Marche, se ligue avec les plus grands seigneurs d'Aquitaine et du Poitou contre le roi de France, Geoffroy V de Rancon, seigneur de Taillebourg, se rallie à Louis IX (Saint Louis) et l'aide à mater la révolte.
Cette fidélité, récompensée par le roi de France, va permettre au seigneur de Taillebourg, grâce à la somptueuse dot obtenue par son mariage avec la fille du seigneur de Lusignan en 1250, de reconstruire le château que nous connaissons aujourd'hui. Le seigneur de Rancon reçoit aussi le soutien financier du roi de France qui souhaite consolider son autorité retrouvée sur tous les fiefs entourant l'Aquitaine, que le roi de France rend à l'Angleterre en espérant construire une paix durable pour consolider le royaume de France sur toutes les anciennes possessions normandes, angevines et poitevines.
Au XIIIe siècle, la succession de Geoffroy IV de Rancon (voir l'article Geoffroy de Rancon) fait passer Gençay aux L'Isle-Bouchard (Barthélemy III ou IV). En 1356, Gençay appartenait conjointement à Bouchard VIII ou IX de L'Île-Bouchard, à son frère Barthélemy et à leur sœur, alliés au roi de France. Le 19 septembre 1356, lors de la défaite de Poitiers, les deux frères connurent le même sort que le roi Jean II Le Bon : ils furent capturés par les Anglais. Le prince de Galles donna le château de Gençay et sa châtellenie composée de vingt-huit fiefs à un de ses fidèles compagnon, le Gallois Gregory Sais, dénommé Adam Chel, sieur d’Agorisses. Bouchard VIII, dépossédé de tous ses biens, partit en pèlerinage en Terre sainte en 1362 et ne revint jamais.
Adam Chel occupera Gençay durant dix neuf ans. Ennemi du roi de France, il se chargea de fortifier les lieux. Durant cette période trouble marquée par les affrontements entre les royaumes de France et d'Angleterre, Adam Chel et Radegonde de Morthemer rançonnaient et pillaient les terres poitevines et angevines du roi de France. Jean II Le Bon est même retenu prisonnier au château après sa défaite de Nouillé-Maupertuis.
En 1373, le prince Jean de Berry assiège la place. Ayant jugé les murailles trop puissantes, on décida de mettre en place un blocus. On érige des bastilles afin d'empêcher les assiégés de sortir, mais tout ceci s'avèrera insuffisant. Ce n'est que le 17 février 1375 que les Anglais se rendent après négociation à Du Guesclin et le duc de Berry. Le roi Charles V de France confisqua alors les domaines de Morthemer et de Gençay et les offrit à Jean de Berry.
Par son mariage avec l'héritière Catherine de l'Île-Bouchard, en juillet 1427, Georges de la Trémoille devient seigneur de Gencay. Cette famille en restera propriétaire jusqu'en 1599 (voir l'article François de La Trémoïlle, avec le passage de Gençay à ses enfants Louis III, puis Georges (Ier) de Royan et d'Olonne, enfin Jacqueline de La Trémoille († 1599), dame de Marans, Ré, Sainte-Hermine, qui épouse Louis IV de Bueil, comte de Sancerre).
En 1484, un inventaire du château fait mention de la présence de deux canons, six couleuvrines et de six arbalètes « sans noix »,.
En 1569, pendant les guerres de Religion, le château tombe un court moment aux mains des troupes protestantes commandées par l'amiral Gaspard II de Coligny.
Lorsqu'au milieu du XVIIe siècle Jean VIII de Bueil hérite du château, celui-ci est encore en bon état et armé d'un canon.
Toutefois à partir de cette période, les rois de France mettent la priorité de la défense du royaume dans les défenses côtières de la Charente pour éviter toute reprise de l'Aquitaine par l'Angleterre, et plus au sud pour mater les rébellions cathares. Le Poitou et l'Anjou sont désormais acquis à la France qui n'est plus directement menacée sur ses terres au sud-ouest, mais plutôt au nord par l'Espagne contrôlant les Pays-Bas, que convoite aussi la France pour éviter qu'ils tombent dans l'escarcelle anglaise, et sur les nouvelles conquêtes en Amérique. Le château de Gençay perd une bonne partie de son importance stratégique pour le royaume de France, les batailles sont désormais maritimes.
Avant 1655, Jean VIII de Bueil vend la baronnie de Gençay à Pierre de Brilhac de Nouzières, dont le frère Nicolas-Chrétien de Brilhac hérite en 1655. Gençay devient une vicomté, vendue en 1753 à Jacques-Charles de Créquy-Hesmond (1700-1771), suivie de sa fille Anne-Madeleine-Françoise (née en 1734), femme du comte André-Henri Milon de Mesme, seigneur de Pocé (cf. Racines & Histoire, p. 19). En 1783-1814, Jean Maumilon est le dernier seigneur de Gençay, puis reste le propriétaire du domaine,.
Le château survivra aussi aux pillages de la Révolution française. Il va cependant être ruiné, à partir de 1814, par les nouveaux propriétaires qui vont aussi l'utiliser comme carrière de pierres dès 1820. En 1840, Prosper Mérimée le classe comme monument historique, ce qui met fin à cette exploitation mais ne permettra pas de le restaurer.
Depuis 1969, plusieurs campagnes de fouilles et de restauration (1969-1975, 1991) lui redonnent vie.

## Description

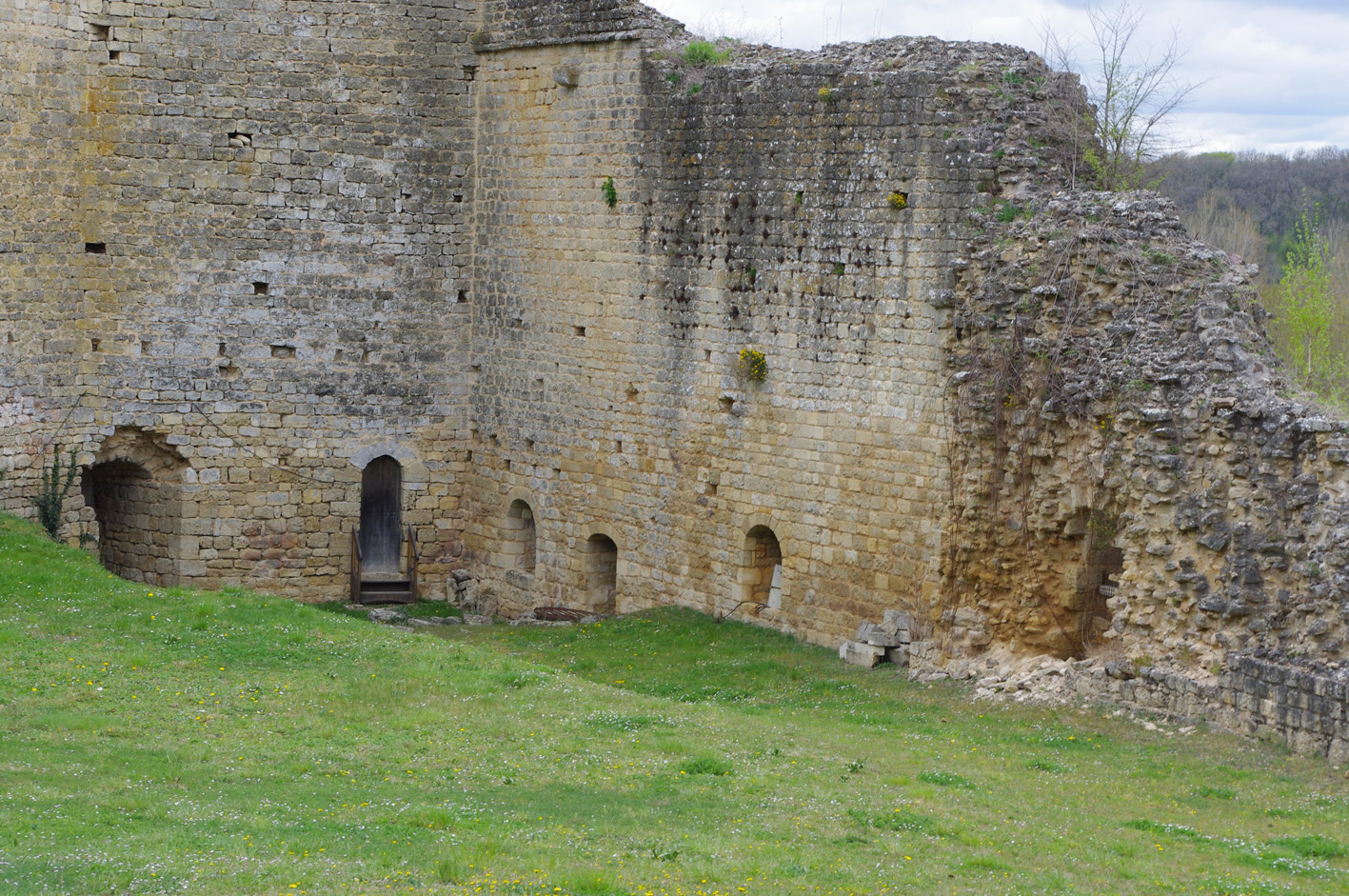
La cour intérieure du château.

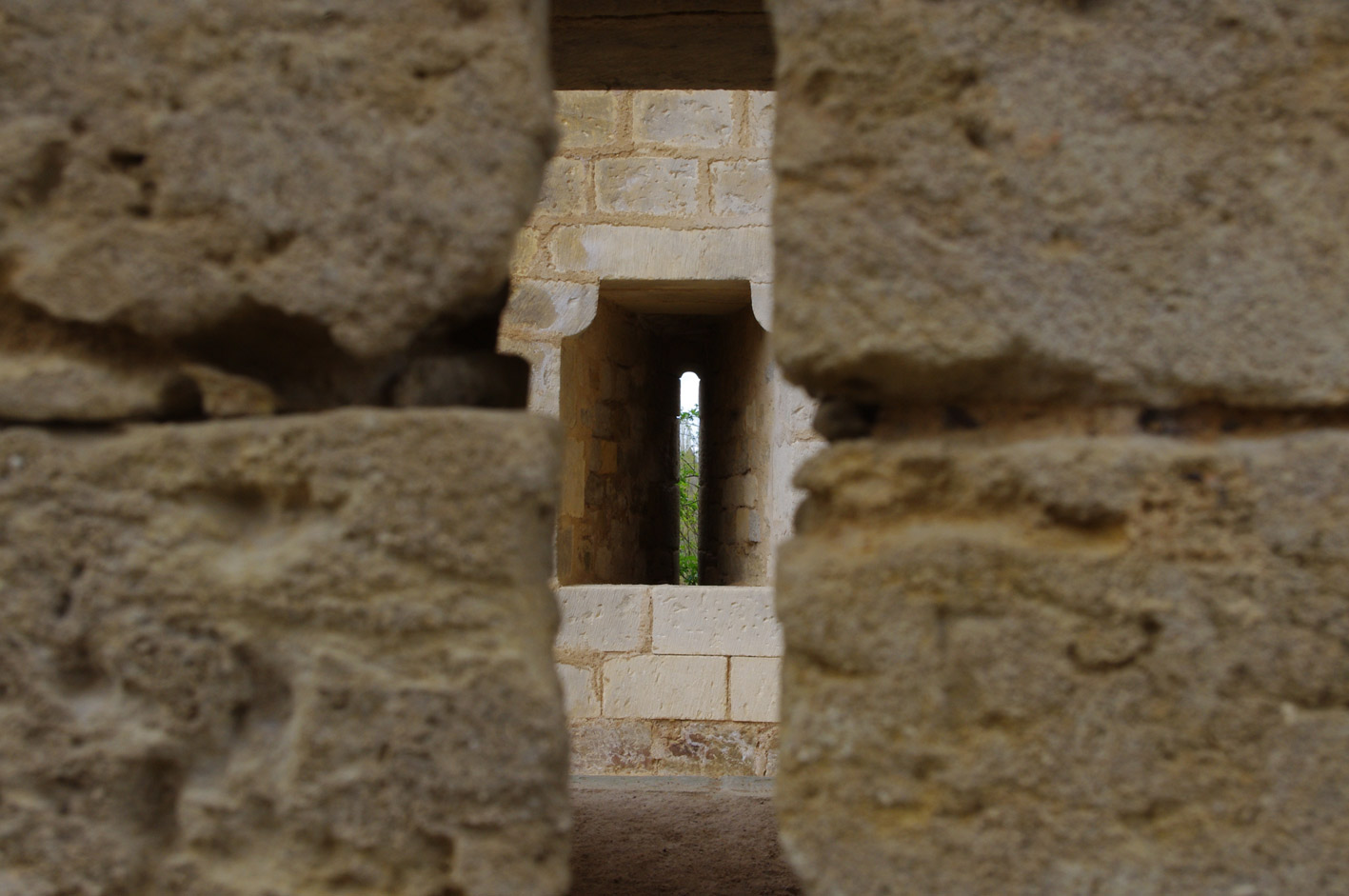
Les meurtrières.

Le château se situe sur une plate-forme rocheuse triangulaire entourée par un large et profond fossé sec. Située au confluent de la Belle et de la Clouère, la plate-forme est un emplacement stratégique idéal pour la construction d'une forteresse au XIIIe siècle.
Le château est un bel exemple d'architecture du Moyen Âge : tout est conçu pour la défense et l'attaque. Châtelet d'entrée, courtines et tours exploitent les qualités naturelles du terrain et rendaient ce château difficilement prenable. Épousant la forme du plateau, il se compose de trois hautes courtines avec à chaque angle une tour circulaire.
Un châtelet d'entrée situé à l'extrémité nord de la courtine orientale (longueur initiale : 45 m, hauteur : de 16 à 18 m) permet d'accéder au château. Il se composait à l'origine de quatre tours circulaires : deux grandes, en forme de fer à cheval à deux étages, flanquant la courtine et deux plus petites en avancée près du fossé. Seule subsiste aujourd'hui la tour sud. Ces deux entrées étaient protégées par une herse, des vantaux, sans doute un assommoir et une vingtaine d'archères à étrier triangulaire. Bien qu'en l'absence de toute trace, il est fort probable que les deux tours en avancée portaient un pont-levis, car les fouilles archéologiques ont permis de retrouver les deux piles du pont dormant.
À l'extrémité sud de la courtine se dresse la tour de la basse-fosse. Elle est haute de 24 m pour un diamètre de 9,80 m. Elle possède quatre niveaux. Le premier renferme la prison seigneuriale qui est une salle carrée dotée d'une minuscule fente d'éclairage et de latrines. La salle du rez-de-chaussée, de plan hexagonal, possède cinq archères. L'ouverture centrale au sol permettait de descendre les prisonniers dans la basse-fosse. La salle du niveau trois suit le plan de la salle du rez-de-chaussée. Elle n'est dotée que de quatre archères, mais possède une cheminée ruinée et une latrine. Il ne reste rien du niveau quatre ainsi que de l'escalier permettant d'accéder aux niveaux supérieurs.
La courtine sud est longue de 53 m pour une hauteur qui était comprise entre 20 et 23 m. Elle relie la tour de la basse-fosse à la tour du moulin. Son centre possédait une tour de flanquement demi-cylindrique totalement détruite de nos jours. Cette courtine est dotée d'un escalier droit permettant l'accès au chemin de ronde qui n'existe plus, de trois archères voûtées en arc plein cintre, d'une baie géminée avec corbeaux de hourdage. Sur son flanc ouest, on remarque le second accès au château : un passage piétonnier composé d'un long couloir de 24 m protégé par cinq archères et trois portes.
La tour du Moulin est située à l'angle des courtines sud et nord, à la pointe ouest du château. Elle est haute de 23 m, pour un diamètre de 9 m, et elle se compose de trois étages. La salle circulaire du rez-de-chaussée, à fonction défensive, est dotée de quatre archères. Elle possède une belle voûte angevine à six nervures purement décoratives. Le premier étage, à fonction résidentielle, comme pour la tour de la basse-fosse, est équipé d'une cheminée, d'une latrine et de trois archères. L'étage sommital est détruit ainsi que l'escalier à vis desservant les étages.
La courtine nord est la plus endommagée des trois courtines du château. Elle a pour fonction de relier la tour du moulin à la tour d'angle disparue au nord-est. Comme celle du sud, une tour demi-cylindrique, disparue aujourd'hui, la flanquait. Au niveau de la cour, deux archères voûtées en arc plein cintre encadrent une poterne.
La vaste cour intérieure renfermait des bâtiments résidentiels et des structures domestiques telles que cuisines, puits, celliers, écuries, étables. Ces structures prenaient appui sur la courtine orientale et à l'ouest, près de la tour du Moulin. Il ne subsiste de ces bâtiments, souvent en bois et en torchis, que des fondations et quelques arases.